# شيلي ستيفنز
شيلي ستيفنز (بالإنجليزية: Shelley Bryce)‏ هي لاعب كرة مضرب نيوزيلندية، ولدت في 29 يوليو 1978 في أوتاهوهو في نيوزيلندا.

## وصلات خارجية
- شيلي ستيفنز على موقع رابطة محترفات التنس (الإنجليزية)
- شيلي ستيفنز على موقع الاتحاد الدولي لكرة المضرب (الإنجليزية)
- شيلي ستيفنز على موقع كأس بيلي جين كينغ (الإنجليزية)
- شيلي ستيفنز على موقع خلاصة التنس.كوم (الإنجليزية)